# Lepidochaetus pusillus
Lepidochaetus pusillus is een buikharige uit de familie Chaetonotidae. Het dier komt uit het geslacht Lepidochaetus. Lepidochaetus pusillus werd in 1905 voor het eerst wetenschappelijk beschreven door Daday. 